# Borneo en Onderhoorigheden
Borneo en Onderhoorigheden was een gouvernement in Nederlands-Indië van 1846-1848. Het bestond uit het hele Nederlandse deel van het eiland Borneo. De hoofdplaats was Sintang.
Dit Nederlandse deel was later verdeeld in twee gewesten (residenties):
- Westerafdeeling van Borneo. Hoofdplaats Pontianak.
- Zuider- en Oosterafdeeling van Borneo. Hoofdplaats Bandjermasin.

Het noorden van het eiland Borneo was vroeger Brits en is thans onderdeel van Maleisië. Het bestond uit Noord-Borneo, het eiland Labuan (kroonkolonie) en de sultanaten Brunei en Sarawak (zie verder Brits Borneo).